# Узынада
Узынада — залив в Михайловском заливе, на восточном берегу Каспийского моря; прежде начальный пункт Закаспийской железной дороги, который в 1899 году перенесен в Красноводск. Ранее в бухте существовал порт и станция Узун-Ада.
Окрестности Узынада покрыты сыпучими песками и солончаками. В настоящее время — на территории Красноводского заповедника, вблизи южного побережья находится посёлок Котурдепе.
В северной части залив Узынада отделяется от залива Гыраяк полуостровами Хоросанлы и Гюрюмюл с высотами до 20 (г. Клыч) и 43 м (г. Дарыкумды) соответственно. В западной части ограничен полуостровом Бугуляр.